# 柏崎コミュニティ放送
株式会社柏崎コミュニティ放送（かしわざきコミュニティほうそう）は、新潟県柏崎市の一部地域を放送区域として超短波放送（FM放送）のコミュニティ放送を行う特定地上基幹放送事業者。愛称はFMピッカラ。

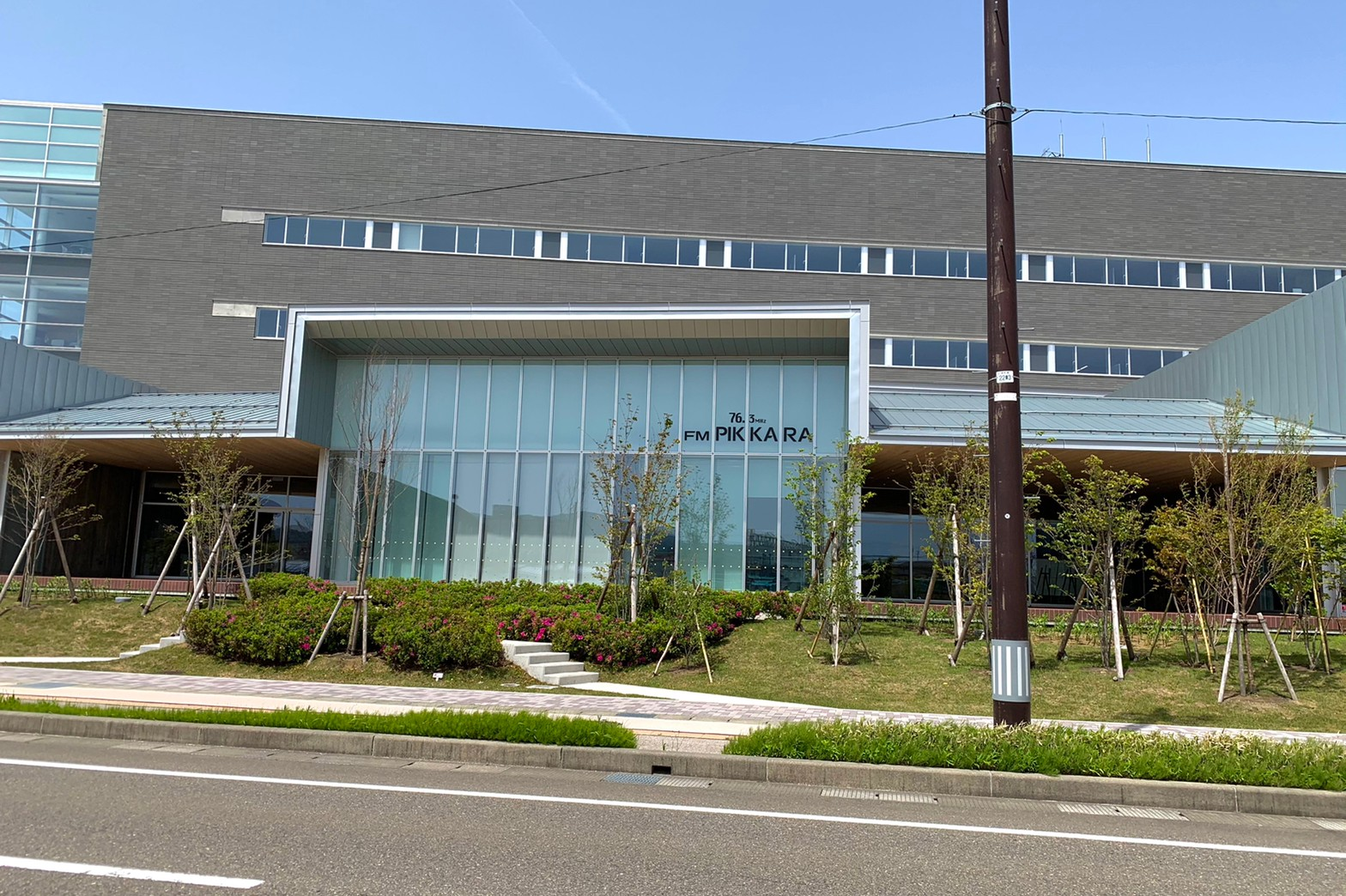
市役所内のスタジオ（2021年5月）

## 概要
愛称の「FMピッカラ」は地元民謡の「三階節」で歌われる、米山の雷の光を表現したもの。
送信周波数・送信所一覧
| 送信所                                                   | 空中線電力 | 所在地                                   |
| -------------------------------------------------------- | ---------- | ---------------------------------------- |
| 親局                                                     | 20W        | 柏崎市鏡町10-10（NTT東日本柏崎ビル屋上） |
| 西山中継局                                               | 10W        | 柏崎市西山（柏崎市西山町事務所）         |
| 高柳中継局                                               | 10W        | 柏崎市高柳（高柳スキー場ロッジ）         |
| 芋川中継局 （予備免許）                                  | 10W        | 柏崎市加納                               |
| 親局のコールサインは、JOZZ4AC-FM 周波数は、すべて76.3MHz |            |                                          |

放送区域は、柏崎市域の90パーセント。
サイマル放送
自社制作の生放送番組を対象に、スタジオの動画付きのインターネットサイマル放送を実施している。かつてはUSTREAMを用いていたが、のちにYouTubeに切り替えた。
2020年1月より、JCBAインターネットサイマルラジオによる同時配信を開始した。

## 沿革

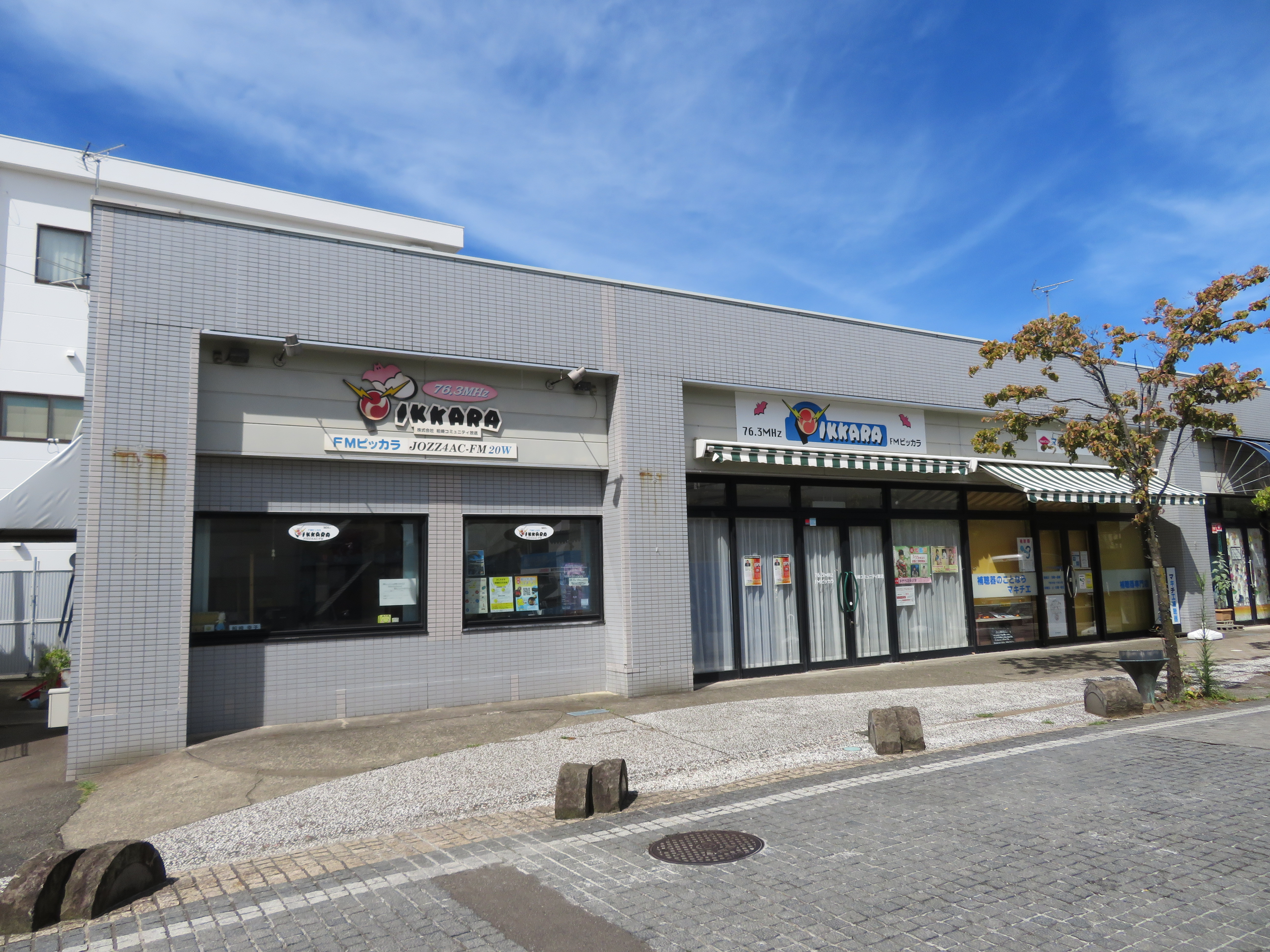
「フォンジェ」ストリート棟にあったスタジオ（2020年9月）

- 1994年（平成6年）12月6日 - 株式会社柏崎コミュニティ放送設立。
- 1995年（平成7年）6月20日 - 開局。当初の送信所は柏崎市中央町5-50の柏崎市役所屋上。
- 1998年（平成10年）10月 - ショッピングモール『フォンジェ』のストリート棟に演奏所（スタジオ）を移転[2]。
- 2007年（平成19年）
  - 7月16日 - 10時13分23秒に新潟県中越沖地震発生。同局も被災し、スタジオの扉が開かなくなるなどしたが、発災1分45秒後[6]には番組を被災情報へと切り替え、24時間体制で「開店店舗の情報」「物資の支給先」「炊き出し時刻」などの被災者生活情報を伝えた。
  - 7月24日 - 柏崎市が臨時災害放送局の免許を申請、呼出符号JOZZ4AC-FM、周波数80.7MHz、空中線電力10Wの予備免許を取得。放送区域は柏崎市、出雲崎町、長岡市の各一部。蓮花寺（小木ノ城）に設置して当社の中継局として機能させ、旧西山町で聴取可能とする[7]。
  - 7月25日 - 柏崎市が臨時災害放送局の本免許取得（有効期間は3か月間）。周波数・出力は上記に同じ[8]。
  - 8月25日 - 臨時災害放送局廃止[9]。
- 2009年（平成21年）9月3日 - 旧西山町と旧高柳町（2005年合併）に放送区域を拡大するため、中継局2局の予備免許取得[10][3]。
- 2019年（平成31年）2月 - 柏崎市役所建て替え工事にともない、親局送信所を鏡町のNTT東日本柏崎別館に移転。
- 2021年（令和3年）1月 - JCBAインターネットサイマルラジオによる全編成のインターネット同時配信を開始。スタジオを日石町の柏崎市役所新庁舎内に移転。

## 編成
自社制作番組以外の時間帯はミュージックバードfor COMMUNITYをネットしている。

### 自社制作番組
- ラジオ宅配便（月曜 - 金曜 7時00分 - 9時00分）
- お昼はぴっからんど（月曜 - 金曜 12時00分 - 14時00分）
- K-TRAX（月曜 - 金曜 17時00分 - 19時00分）
- EVERYBODY HIGH!!!（月曜 19時00分 - 20時00分）
- White Board（金曜 19時00分 - 20時00分） - 新潟産業大学の学生による制作番組。
- ピッカラサタデー通信・ピッカラサンデー通信（土・日曜 10時30分 - 11時00分）
- お晩です! 柏崎（第1・3・5土曜 18時00分 - 19時00分）
- 私のレコードアルバム（第2土曜 18時00分 - 19時00分）
- 森圭一郎 Live Like Life（第4土曜 18時00分 - 19時00分）

#### 過去の自社制作番組
- モーニングバスケット → モーバス!!（月曜 - 金曜 7時00分 - 10時00分）
- K's Town（月曜 - 金曜 11時00分 - 14時00分）
- おひるはピッカラ! Smile Catch（月曜 - 金曜 11時00分 - 14時00分）
- WIND AVENUE（月曜 - 金曜 16時00分 - 19時00分）
- Weekend・ぱらだいす（土・日曜 10時00分 - 12時00分）
- トワイライトステーション（月曜 - 金曜 16時00分 - 19時00分）
- ピッカラピクニックパーク（土・日曜 10時00分 - 12時00分）